# Rajd Cypru 2019
Rajd Cypru 2019 (48. Cyprus Rally 2019) – 48. edycja Rajdu Cypru rozgrywanego na Cyprze od 27 do 29 września 2019 roku. Była to siódma runda Rajdowych Mistrzostw Europy w roku 2019. Rajd został rozegrany na nawierzchni szutrowej.
Rajd Cypru 2019 wygrał Katarczyk Nasir al-Atijja, który z dużą prawie czterominutową przewagą wyprzedził drugiego na mecie Brytyjczyka Chrisa Ingrama, na trzecim miejscu do mety dojechał Fin Mikko Hirvonen. Rajdu nie ukończył ubiegłoroczny zwycięzca, Cypryjczyk Simos Galatariotis, który mimo tego że przyjechał do mety na drugim miejscy, decyzją sędziów został wykluczony z imprezy gdyż nie odstawił auta do parku zamkniętego. Do mety nie dojechał także ubiegłoroczny mistrz Europy Rosjanin Aleksiej Łukjaniuk, którego auto odmówił posłuszeństwa na dziesiątym OS-ie, do tej pory Łukjaniuk zajmował druga pozycję. W jego Citroenie C3 R5 doszło do awarii silnika. Jedyny Polak startujący w tej eliminacji Łukasz Habaj, dojechał do mety na czwartym miejscu. Habaj od dziewiątego odcinka specjalnego zmagał się z awarią układu elektrycznego samochodu, co uniemożliwiło mu walkę o lepszy wynik.

## Lista startowa[4]
Poniższa lista startowa obejmuje tylko zawodników startujących i zgłoszonych do rywalizacji w kategorii ERC w najwyższej klasie RC2, samochodami najwyższej klasy mogącymi startować w rajdach ERC – R5.
| Nr. | Zespół                                | Kierowca                   | Pilot                 | Samochód               |
| --- | ------------------------------------- | -------------------------- | --------------------- | ---------------------- |
| 1   | Toksport WRT                          | Chris Ingram               | Ross Whittock         | Škoda Fabia R5 evo     |
| 2   | Saintéloc Junior Team                 | Aleksiej Łukjaniuk         | Aleksiej Arnautow     | Ford Fiesta R5         |
| 3   | Sports Racing Technologies            | Łukasz Habaj               | Daniel Dymurski       | Škoda Fabia R5         |
| 4   | Nasir al-Atijja                       | Nasir al-Atijja            | Mathieu Baumel        | Volkswagen Polo GTI R5 |
| 5   | Mol Racing Team                       | Norbert Herczig            | Ramón Ferencz         | Volkswagen Polo GTI R5 |
| 6   | MM Motorsport                         | Mikko Hirvonen             | Jarno Ottman          | Ford Fiesta R5         |
| 7   | Niki Mayr-Melnhof                     | Niki Mayr-Melnhof          | Leopold Welsersheimb  | Ford Fiesta R5         |
| 8   | Petrolina Racing Team                 | Simos Galatariotis         | Antonis Ioannou       | Škoda Fabia R5         |
| 9   | BRR Baumschlager Rallye & Racing Team | Albert von Thurn und Taxis | Bernhard Ettel        | Škoda Fabia R5         |
| 10  | Érdi Team Kft.                        | Tibor Érdi jun.            | Szabolcs Kovács       | Škoda Fabia R5         |
| 11  | Toksport WRT                          | Rakan Al-Rashed            | Magalhães Hugo        | Škoda Fabia R5         |
| 12  | Al-Kuwari Abdulaziz                   | Al-Kuwari Abdulaziz        | Clarke Marshall       | Škoda Fabia R5         |
| 14  | Palmeirinha Rally                     | Paulo Nobre                | Gabriel Morales       | Škoda Fabia R5         |
| 15  | Yiangou Motor Sport                   | Panayiotis Yiangou         | Panagiotis Kyriakou   | Hyundai i20 R5         |
| 16  | ACCR Czech Rally Team I               | Tomáš Kurka                | Kateřina Janovská     | Ford Fiesta R5         |
| 17  | Chrysostomou Psaltis Auto Parts       | Andreas Psaltis            | Andreas Chrysostomou  | Citroën DS3 R5         |
| 18  | Toksport WRT                          | Emilio Fernández           | Axel Jiménez Coronado | Škoda Fabia R5 evo     |

## Zwycięzcy odcinków specjalnych
| Dzień | Numer odcinka | Nazwa odcinka                   | Długość  | Zwycięzca odcinka                  | Samochód                              | Czas    | Lider rajdu     |
| ----- | ------------- | ------------------------------- | -------- | ---------------------------------- | ------------------------------------- | ------- | --------------- |
| 28 IX | OS1           | Jeep Politiko 1                 | 14,60 km | Nasir al-Atijja                    | Volkswagen Polo GTI R5                | 11:49.8 | Nasir al-Atijja |
| 28 IX | OS2           | Sparco Lefkara 1                | 23,23 km | Nasir al-Atijja                    | Volkswagen Polo GTI R5                | 20:05.9 | Nasir al-Atijja |
| 28 IX | OS3           | Thomason Machinery Analiontas 1 | 14,96 km | Nasir al-Atijja                    | Volkswagen Polo GTI R5                | 9:42.6  | Nasir al-Atijja |
| 28 IX | OS4           | Jeep Politiko 2                 | 14,60 km | Nasir al-Atijja                    | Volkswagen Polo GTI R5                | 11:46.7 | Nasir al-Atijja |
| 28 IX | OS5           | Sparco Lefkara 2                | 23,23 km | Aleksiej Łukjaniuk                 | Citroën C3 R5                         | 19:55.3 | Nasir al-Atijja |
| 28 IX | OS6           | Nicosia SSS                     | 3,52 km  | Nasir al-Atijja                    | Volkswagen Polo GTI R5                | 3:06.4  | Nasir al-Atijja |
| 29 IX | OS7           | Sigan Management Kapouras 1     | 20,17 km | Nasir al-Atijja                    | Volkswagen Polo GTI R5                | 18:34.7 | Nasir al-Atijja |
| 29 IX | OS8           | Psaltis Eneos Kourdali 1        | 21,57 km | Nasir al-Atijja                    | Volkswagen Polo GTI R5                | 23:19.4 | Nasir al-Atijja |
| 29 IX | OS9           | Cablenet Asinou 1               | 11,07 km | Nasir al-Atijja                    | Volkswagen Polo GTI R5                | 11:05.8 | Nasir al-Atijja |
| 29 IX | OS10          | Sigan Management Kapouras 2     | 20,17 km | Nasir al-Atijja Simos Galatariotis | Volkswagen Polo GTI R5 Škoda Fabia R5 | 18:40.6 | Nasir al-Atijja |
| 29 IX | OS11          | Psaltis Eneos Kourdali 2        | 21,57 km | Simos Galatariotis                 | Škoda Fabia R5                        | 23:14.0 | Nasir al-Atijja |
| 29 IX | OS12          | Cablenet Asinou 2               | 11,07 km | Nasir al-Atijja                    | Volkswagen Polo GTI R5                | 11:01.8 | Nasir al-Atijja |

## Wyniki rajdu[5]
| Miejsce | Kierowca                   | Pilot                 | Samochód               | Czas      | Strata   | Pkt ERC |
| ------- | -------------------------- | --------------------- | ---------------------- | --------- | -------- | ------- |
| 1       | Nasir al-Atijja            | Mathieu Baumel        | Volkswagen Polo GTI R5 | 3:02:51.3 | –        | 25+14   |
| 2       | Chris Ingram               | Ross Whittock         | Škoda Fabia R5         | 3:06:42.2 | +3:50.9  | 18+9    |
| 3       | Mikko Hirvonen             | Jarno Ottman          | Ford Fiesta R5         | 3:07:25.3 | +4:34.0  | 15+6    |
| 4       | Łukasz Habaj               | Daniel Dymurski       | Škoda Fabia R5         | 3:08:34.7 | +5:43.4  | 12+6    |
| 5       | Niki Mayr-Melnhof          | Leopold Welsersheimb  | Ford Fiesta R5         | 3:08:54.3 | +6:03.0  | 10+6    |
| 6       | Albert von Thurn und Taxis | Bernhard Ettel        | Škoda Fabia R5         | 3:09:52.8 | +7:01.5  | 8+3     |
| 7       | Emilio Fernández           | Axel Jiménez Coronado | Škoda Fabia R5 evo     | 3:10:59.0 | +8:07.7  | 6+1     |
| 8       | Al-Kuwari Abdulaziz        | Clarke Marshall       | Škoda Fabia R5         | 3:11:42.1 | +8:50.8  | 4       |
| 9       | Norbert Herczig            | Ramón Ferencz         | Volkswagen Polo GTI R5 | 3:12:17.6 | +9:26.3  | 2       |
| 10      | Paulo Nobre                | Gabriel Morales       | Škoda Fabia R5         | 3:14:12.8 | +11:21.5 | 1       |

## Wyniki po 7 rundach ERC
Kierowcy
| Msc. | Kierowca           | Punkty |
| ---- | ------------------ | ------ |
| 1    | Chris Ingram       | 135    |
| 2    | Łukasz Habaj       | 116    |
| 3    | Aleksiej Łukjaniuk | 107    |
| 4    | Filip Mareš        | 75     |
| 5    | Jan Kopecký        | 39     |
| 5    | Oliver Solberg     | 39     |
| 5    | Nasir al-Atijja    | 39     |